# Świętoszów
Świętoszów  (en allemand Neuhammer) est un village de Pologne de la voïvodie de Basse-Silésie.